# Карл Юхан (булевард в Осло)

Булевард „Карл Юхан“ (на норвежки: Karl Johans gate) е главната улица на столицата на Норвегия, Осло, която носи името на Карл XIV Юхан.
Булевард „Карл Юхан“ е съставен от няколко по-стари улици, които са били отделни пътни артерии. Източната му част е част от града от времето на Кристиан IV Датски, намираща се близо до крепостните валове, заобикалящи града по негово време. Когато крепостните валове са премахнати, за да бъде направено място за Катедралата на Осло, три отделни части се превръщат в Østre Gade („Източна улица“).
По-широката западна част на булеварда е построена през 1840-те като авеню, свързващо новопостроения кралски дворец с остатъка от града. През 1852 година улицата е кръстена „Карл Юхан“ в чест на починалия от болест крал. През 1875 година пред двореца е поставена статуя на краля на кон от скулптора Бринюлф Берислиен (Brynjulf Bergslien). Когато норвежкият парламент е завършен през 1866 година, двете улици, които се пресичат при него, са сляти под името „Булевард „Карл Юхан““ (Karl Johans gate).
През 2015 година булевардът свързва Централна гара Осло с кралския дворец. Той променя посоката и ширината си леко по средата между тези две точки, на площад „Egertorget“, намиращ се на ъгъла на булеварда с „Øvre Slottsgate“ („Горна улица на замъка“). Това е най-високата точка на булеварда и оттук могат да се видят двата му края. Той е дълъг 1020 метра; към тях има директни продължения с дължина 300 метра – „Хълмът на замъка“ (Slottsbakken) и „Дворцови площад“ (Slottsplassen).
Булевардът включва много от туристическите обекти на Осло: кралският дворец, централна гара, парламентът, националният театър, старите сгради на университета, паркът на двореца и езерото Spikersuppa на площад „Eidsvolls plass“, което бива ползвано като ледена пързалка през зимата. Долният край на катедралата на Осло е заобиколен от базар (Basarene ved Oslo domkirke), който е интегриран с историческата стража за пожар (Brannvakten), която служи като основната станция на пожарната на Осло от 1860 до 1939 година.

## Галерия
- Площад „Eidsvolls plass“
- Езеро „Spikersuppa“
- На 17 май (Ден на конституцията)
- Булевард „Карл Юхан“ през зимата